# Dolmen du Castell de Bellpuig
 (avril 2013).
Le dolmen du Castell de Bellpuig est un dolmen situé à Prunet-et-Belpuig, dans le département français des Pyrénées-Orientales.